# UNC13A
UNC13A‏ (Unc-13 homolog A) هوَ بروتين يُشَفر بواسطة جين UNC13A في الإنسان.